# Esma Yiğitoğlu
Esma Yiğitoğlu (Kayseri, 3 september 1944 – Rotterdam, 19 februari 2009) was een Nederlands beeldend kunstenaar van Turkse komaf.

## Levensloop
Yiğitoğlu is een dochter van de Turkse politicus Ali Kemal Yiğitoğlu (1902-1955). Ze kwam in 1961 naar Nederland in het kader van een studiebeurs. Ze was de eerste Turkse studente aan de Willem de Kooning Academie in Rotterdam. Na haar opleiding ging zij aan het werk als graficus.
Ze overleed in februari 2009 te Rotterdam. Ze werd begraven op Algemene begraafplaats Hofwijk in Rotterdam.

## Kunstwerken
Haar sculpturen, tekeningen en schilderijen zijn gemaakt met natuurlijke materialen zoals papierpulp, leem en terracotta. Ze haalde inspiratie voor haar kunstwerken uit architectonische elementen en soefi-tradities, waaronder amuletten, grafstenen, minaretten en moskeeën.
In 1997 ontwierp zij de fontein voor de Sultan Ahmet Moskee in Zaandam.
Haar werk werd onder meer tentoongesteld in het Stedelijk Museum Schiedam, National Gallery of Modern Art in Lissabon, Pulchri Studio in Den Haag en TENT Rotterdam.

## Overige activiteiten
Yiğitoğlu werkte bij Stichting Hulp aan Buitenlandse Werknemers. Ze speelde een belangrijke rol in de emancipatie van Turkse vrouwen in Nederland. Ze organiseerde culturele evenementen, cursussen en activiteiten voor Turkse vrouwen. In 1982 richtte ze het Turks Cultureel Centrum voor Vrouwen in Rotterdam op. Voor gemeentelijke instellingen organiseerde ze diverse tentoonstellingen over de Turkse cultuur. Ook zette ze zich in voor de bestrijding van het analfabetisme van Turkse vrouwen en gaf ze Nederlandse les aan Turkse kinderen. In 1972 maakte ze de tekeningen bij een lesmethode Nederlands voor kinderen van Turkse gastarbeiders. Samen met Robert de Hartogh vertaalde ze in 1979 het Turkse kinderboek De walvis en de mandarijn voor een reeks tweetalige boeken.

## Onderscheiding
- In 2003 kreeg ze de Wolfert van Borselenpenning van de stad Rotterdam.[15]